# Paseo de Los Caños
El paseo de los Caños es un paseo que va desde Achuri hasta La Peña, por el borde de la ría y por la ladera de Mina del Morro, pasando junto a los pilares del puente de Miraflores y con final en el barrio de La Peña (Bilbao).

## Historia
Debe su nombre, a que, por su subsuelo, estaban los caños o tuberías que conducían el agua del río Ibaizabal desde el Pontón (aguas arriba) hasta la alberca de la Villa (siglos XVI y XVII) que estuvo situada entre la plaza de los Santos Juanes y la calle de la Ronda.
La alberca, permitía canalizar las aguas a las fuentes públicas, limpiar las calles y luchar contra los incendios. También permitió la existencia de los primeros baños públicos en la calle de la Ronda.
- Datos: Q6553601